# Euphorbia tanaensis
Euphorbia tanaensis är en törelväxtart som beskrevs av Peter René Oscar Bally och Susan Carter. Euphorbia tanaensis ingår i släktet törlar, och familjen törelväxter. IUCN kategoriserar arten globalt som akut hotad.
Artens utbredningsområde är Kenya. Inga underarter finns listade i Catalogue of Life.

## Bildgalleri

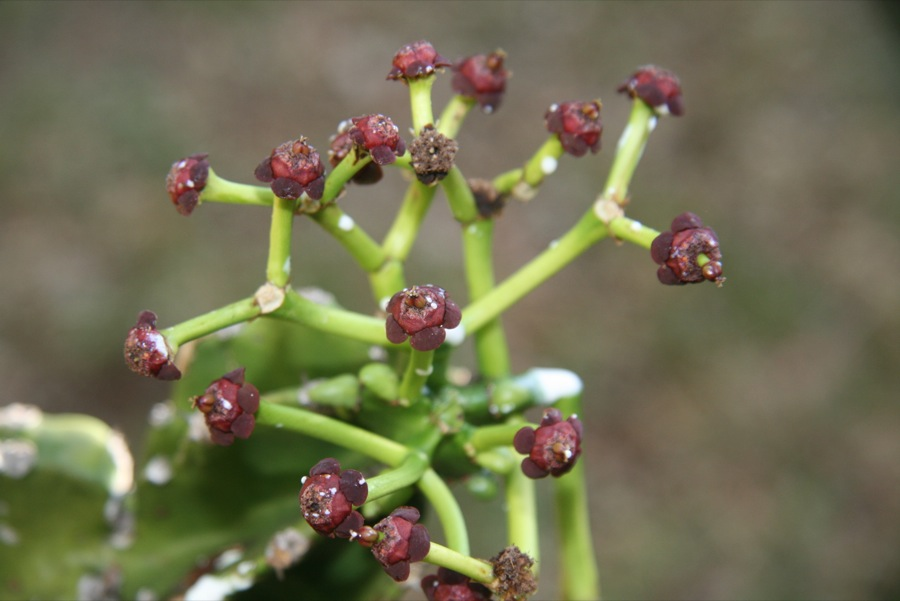